# Parafia św. Mikołaja w Chełmży
Parafia św. Mikołaja w Chełmży – parafia rzymskokatolicka w diecezji toruńskiej, w dekanacie Chełmża, z siedzibą w Chełmży.

## Historia
Parafia została powołana przy kościele św. Mikołaja w Chełmży w 1251.

## Kościół parafialny
- Osobny artykuł: Bazylika konkatedralna Świętej Trójcy w Chełmży

## Zasięg parafii
Do parafii należą wierni mieszkający w następujących miejscowościach: Bielczyny, Buczek, Biela, Dziemiony, Głuchowo z Windakiem, Kończewice, Kończewice wybud., Kończewice Ogrodnicy, Nowa Chełmża – wieś i PGR, Pluskowęsy, Obrąb, Skąpe-wieś i wybudowania, Wilamowo. Witkowo, Zawiszówka i Chełmży przy ulicy:
Batorego, Bema, Broniewskiego, Bocznej, Buczek, Browarnej, Bydgoskiej, Chełmińskiej, Chełmińskie Przedmieście, Chrobrego, Dąbrowskiego, Dworcowej, Frelichowskiego, Górnej, Głowackiego, Hallera, Jagiełły, Św. Jana, Jarzębinowej, Bł. Juty, Kochanowskiego, Kopernika, Kościuszki, Krótkiej, Krzywoustego, Królowej Jadwigi, Konopnickiej, Lipowej, Łokietka, Ładownia, Mickiewicza, Moniuszki, Mieszka I, 1-maja, Owocowej, Osiedle Przy Kończewicach, Paderewskiego, Piastowskiej, Polnej, Plac Wolności, Prusa, Poniatowskiego, Plac Wiejski, Rynek Bednarski, Rynek Garncarski, Reja, Rybaki, Sienkiewicza, Sobieskiego, Ks. Skargi, Strużal, Strzeleckiej, Szewskiej, Szczypiorskiego, Sikorskiego, Sądowej, Toruńskiej, Trakt, Traugutta, Tumskiej, Ks. Kardynała Wyszyńskiego, Wodnej, Witosa.

## Proboszczowie
- ks. Andrzej Czajkowski 1834-1840
- ks. Aleksander Kłossowski 1841-1843
- ks. Leonard Kłossowski 1843-1852
- ks. Franciszek Wyczyński 1852-1866
- ks. Antoni Kamiński 1866-1899
- ks. Tomasz Fryntkowski 1900-1924
- ks. Józef Szydzik 1924-1938
- ks. Gracjan Trekowski 1938-1952
- ks. Zygfryd Kowalski 1952-1958
- ks. Alfons Groszkowski 1962-1993
- ks. Zygfryd Urban 1993-2010
- ks. kan. Krzysztof Badowski 2011-